# Edwin Booth
Edwin Thomas Booth, född den 13 november 1833 i Bel Air, Maryland, död den 7 juni 1893 i New York, New York, var en amerikansk skådespelare och teaterledare. Den förste amerikanske skådespelare som slog igenom i Europa liksom i USA. Son till Junius Brutus Booth och bror till John Wilkes Booth, Abraham Lincolns mördare.
Han var främst verksam som Shakespeareframställare, och bland hans främsta roller märks Hamlet, Macbeth, Othello och Jago i Othello samt Shylock i Köpmannen i Venedig. Booth ledde 1869-74 en egen teater i New York.